# HOXB5
HOXB5‏ (Homeobox B5) هوَ بروتين يُشَفر بواسطة جين HOXB5 في الإنسان.